# Tachurier
Tachurier (Polystictus) är ett fågelsläkte i familjen tyranner inom ordningen tättingar. Släktet omfattar endast två arter med utbredning från nordöstra Colombia till norra Argentina:
- Skäggtachuri (P. pectoralis)
- Gråryggig tachuri (P. superciliaris)